# Ukrainas bidrag i Eurovision Song Contest

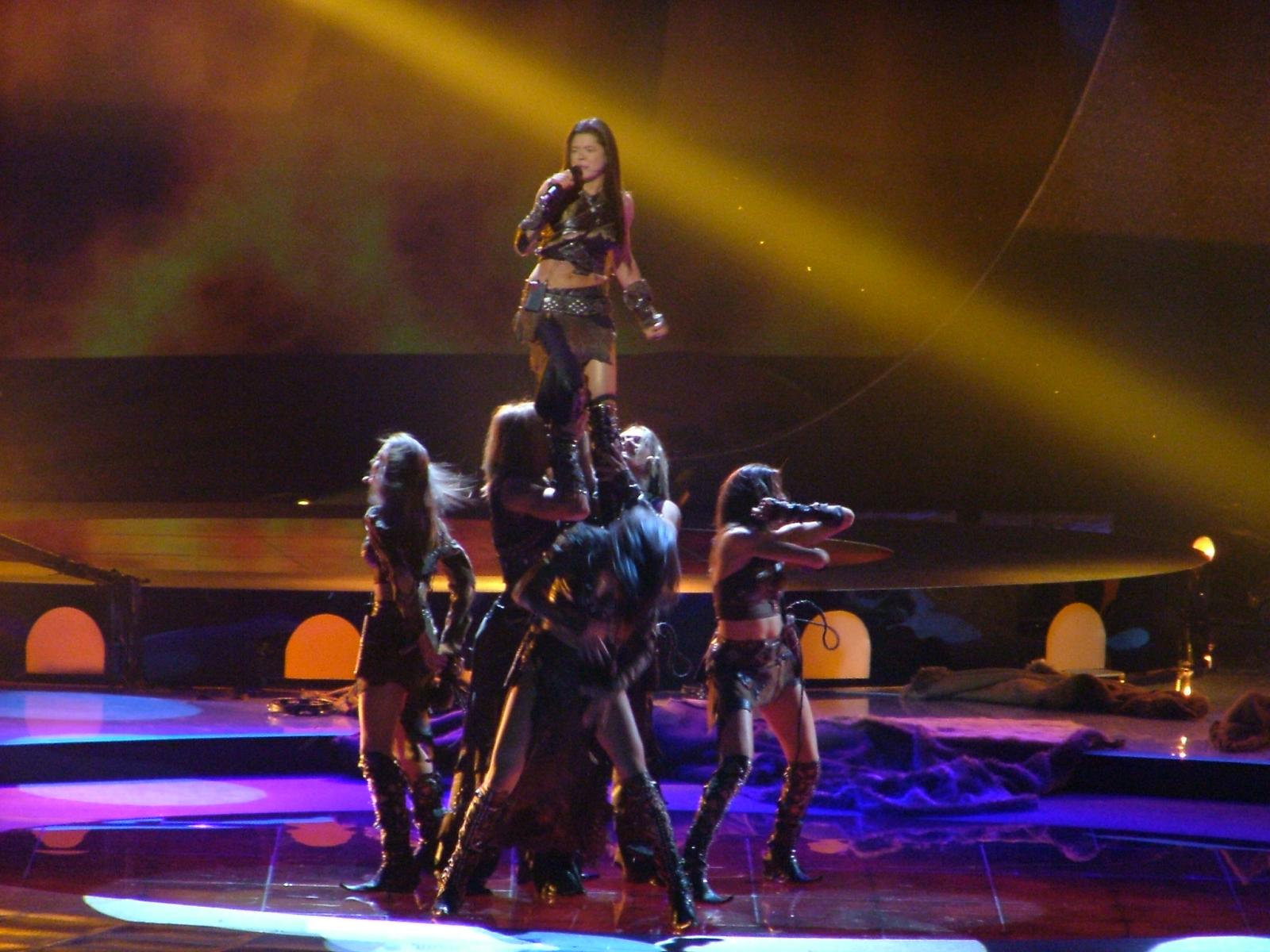
Ruslana i Istanbul 2004

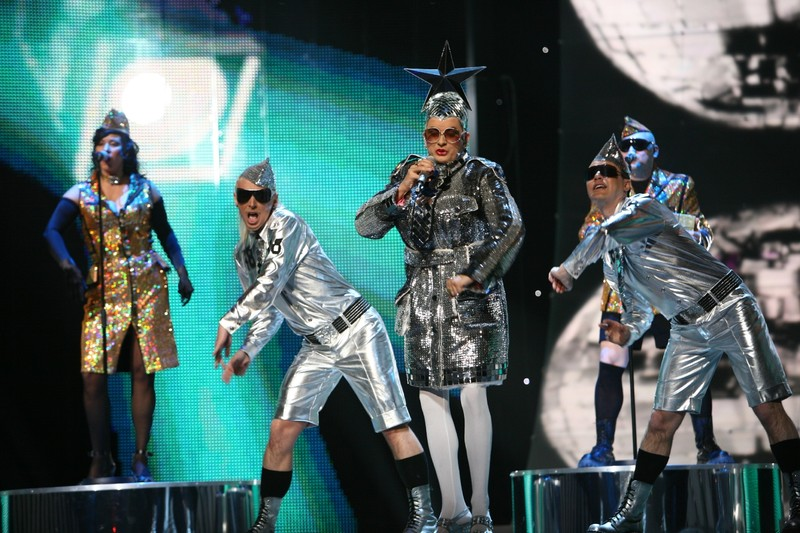
Verka Serdjutjka i Helsingfors 2007

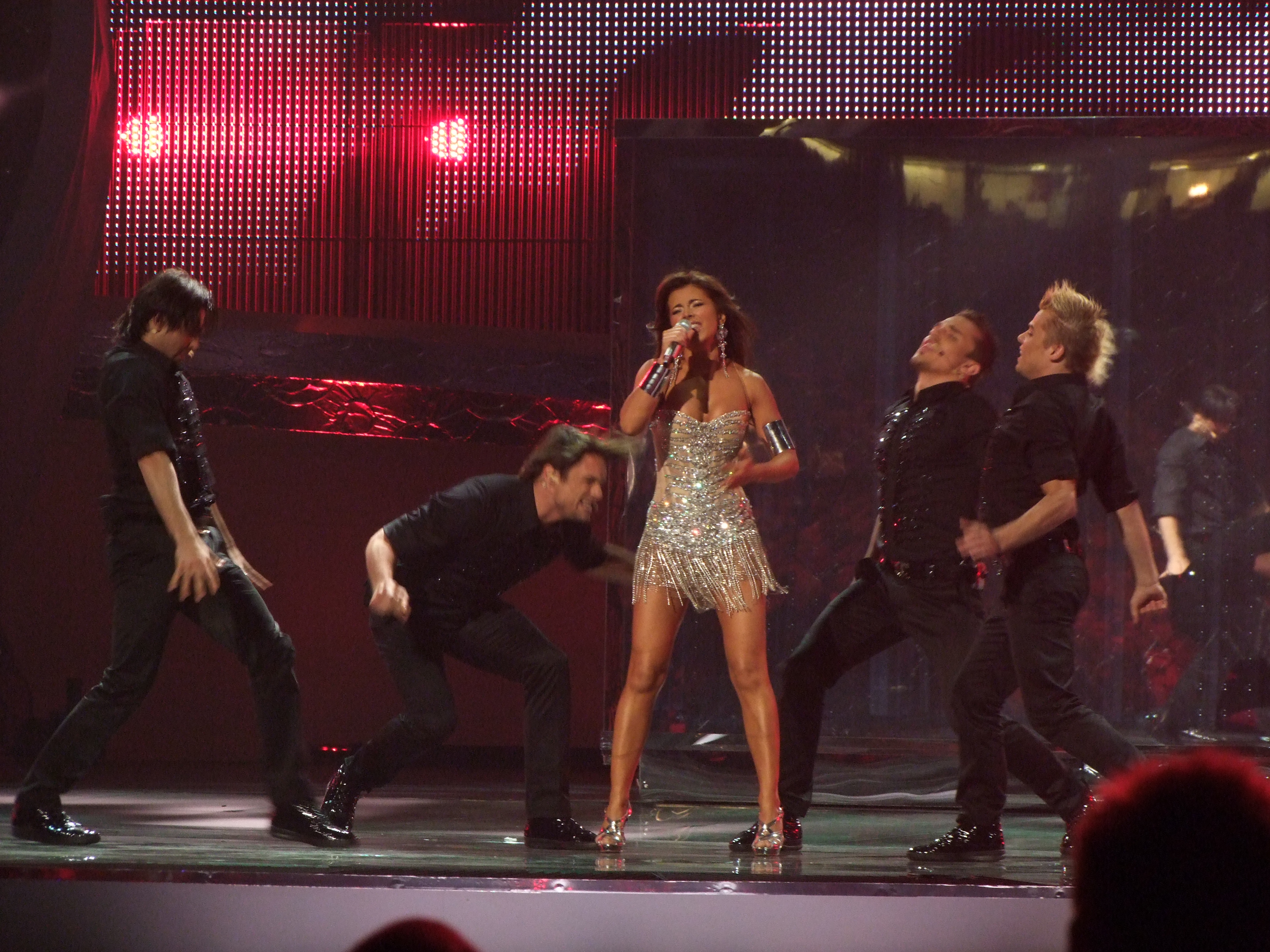
Ani Lorak i Belgrad 2008

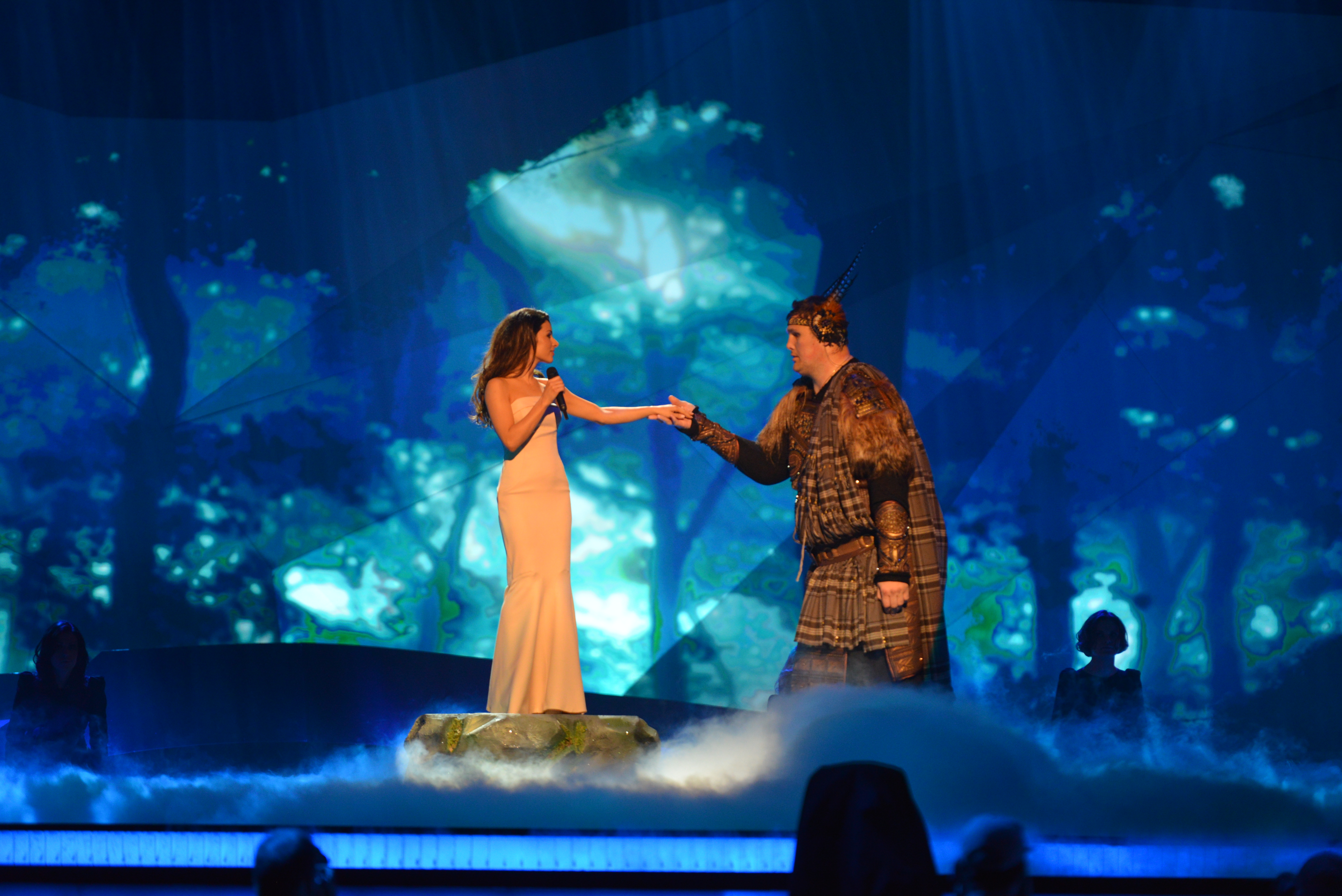
Zlata Ohnevytj i Malmö 2013

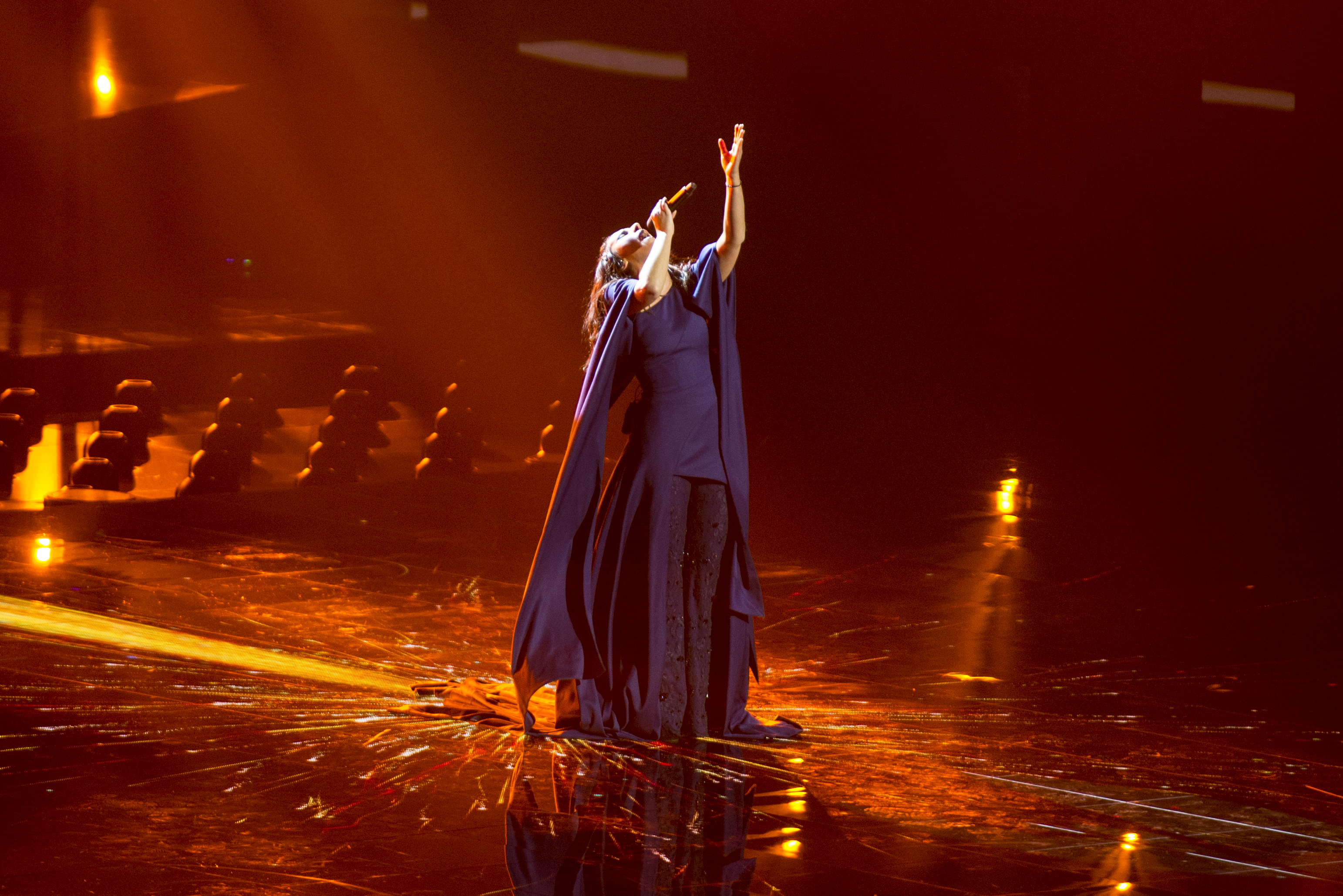
Jamala i Stockholm 2016

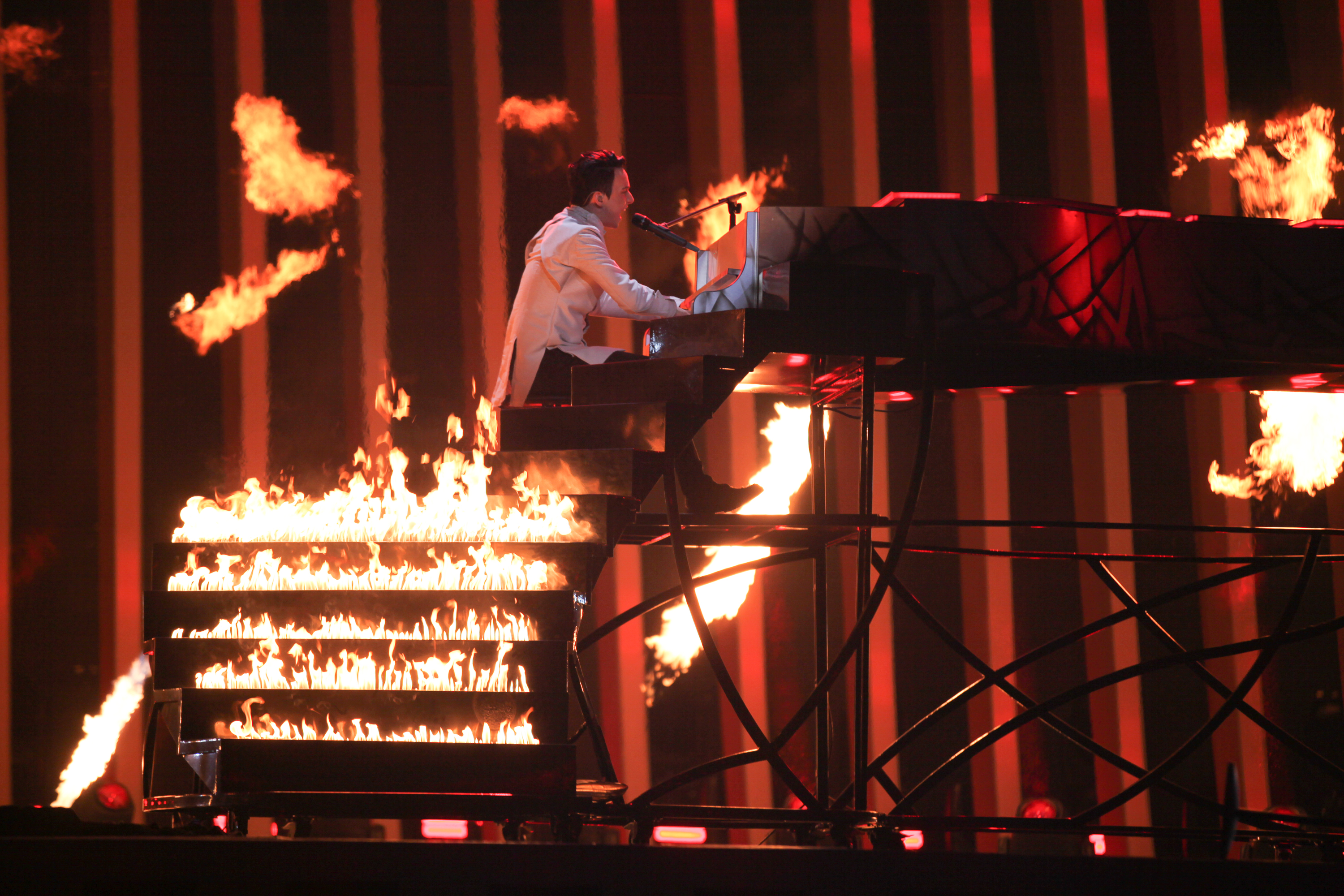
Mélovin i Lissabon 2018

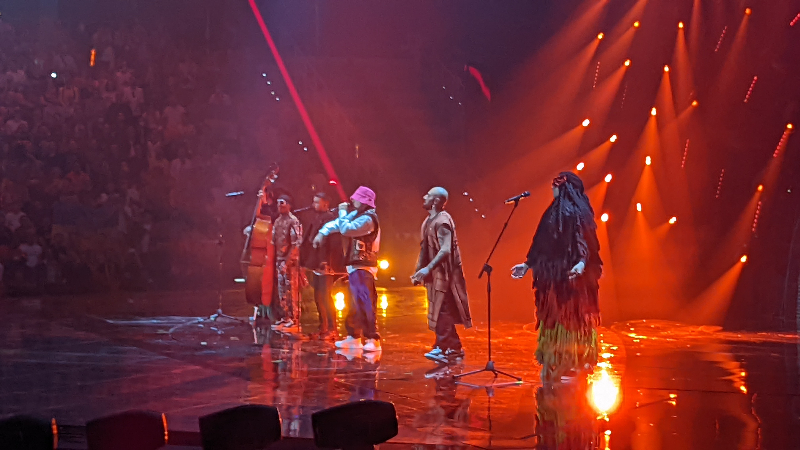
Kalush Orchestra i Turin 2022

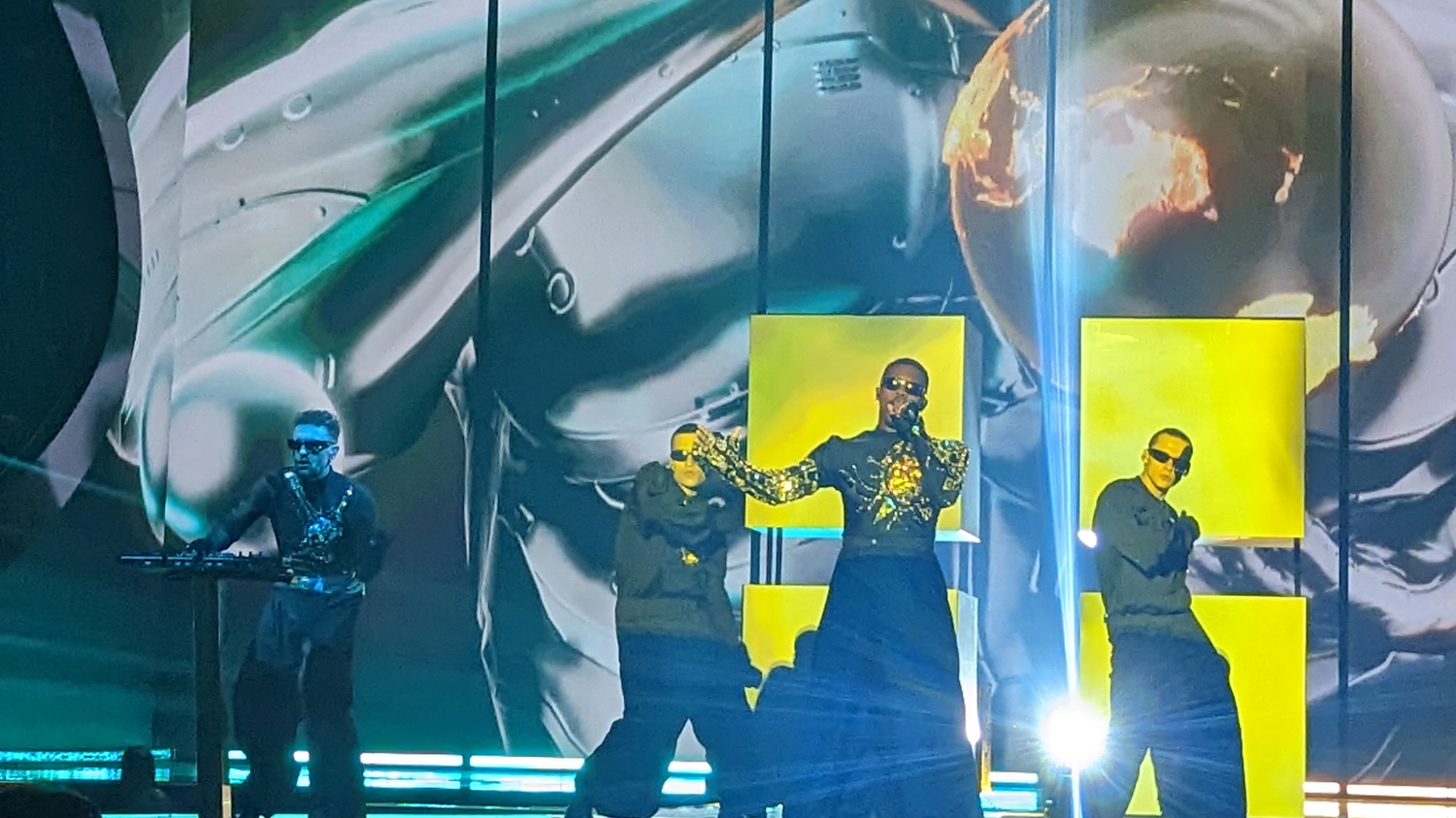
TVORCHI i Liverpool 2023

Ukraina debuterade i Eurovision Song Contest 2003 och har till och med 2025 deltagit 20 gånger. Det ukrainska tv-bolaget Natsionalna suspilna teleradiokompanija Ukrajiny (Suspilne) har ansvarat för Ukrainas medverkan varje år sedan 2017. Tävlingen har tidigare åren sänts i Ukraina av NTU (från 2003 till 2016).
Ukraina har hittills vunnit tävlingen tre gånger; 2004, 2016 och 2022. Ukraina är därmed det enda östeuropeiska, och det enda landet av de tidigare sovjetstaterna, att ha vunnit tävlingen mer än en gång. Förutom segrarna har Ukraina stått på pallplats vid ytterligare tre tillfällen; två andra platser (2007 och 2008) och en tredje plats (2013). Ukraina är det enda landet utanför konstellationen The Big Five som vid samtliga tillfällen man deltagit lyckats kvala sig till finalen. Detta gör Ukraina till ett av tävlingens mest framgångsrika länder.

## Ukraina i Eurovision Song Contest

### Historia
Ukraina debuterade i tävlingen 2003 som då hölls i Lettlands hhuvudstad Riga. Ukrainas första representant var Oleksandr Ponomariov som sjöng låten Hasta la Vista. Ukraina slutade då på en fjortonde plats i finalen. Den första segern kom på landets andra försök med låten Wild dances framförd av sångerskan Ruslana. 2004 hade systemet med semifinal införts i tävlingen. Ukraina slutade tvåa i semifinalen bakom Serbien och Montenegro, men i finalen blev det omvänt resultat där Ukraina kom etta och Serbien och Montenegro kom tvåa. Ukraina slog då också ett poängrekord i tävlingen, 280 poäng, ett rekord som skulle slås av Lordi i Aten 2006. Ukraina fick stå som värdnation för tävlingen 2005 i Kiev. Ukraina hade månaderna innan genomgått den orangea revolutionen, vilket syntes i sändningen, då det förekom orangea banderoller bland publiken och den nyvalde presidenten Viktor Jusjtjenko var på plats och delade ut pris till vinnaren. Det är hittills enda gången som en statschef stått på en Eurovisionsscen. Landets bidrag, framfört av gruppen GreenJolly, handlade även det om revolutionen. Bidraget slutade på delad nittonde plats i finalen tillsammans med svenska Martin Stenmarck. Då man slutade utanför topp tio i finalen behövde Ukraina vara i semifinalen igen året därpå, enligt dåvarande system direktkvalificerade sig samtliga topp tio-länder till kommande års final. Ukraina kvalade sig till finalen 2006 och slutade på sjunde plats, vilket resulterade i att man blev direktkvalificerade till finalen året efter i Helsingfors. Året därpå gick det ännu bättre för Ukraina. Sångaren och komikern Verka Serdjutjka representerade landet med låten Dancing Lasha Tumbai. Låten framfördes på tre språk: tyska, engelska och ukrainska och slutade efter tittaromröstningen på andra plats, 33 poäng bakom vinnaren Marija Šerifović från Serbien. Serdjutjka var inför tävlingen bara känd i Ukraina och andra östeuropeiska länder och i och med tävlingen fick även Västeuropa upp ögonen för Serdjutjkas musik, och hans musikvideor spreds snabbt över Internet vilket gjorde honom internationellt känd. Inför tävlingen 2008 infördes systemet med två semifinaler i tävlingen. Ukraina, med bidraget Shady Lady framförd av Ani Lorak, segrade i sin semifinal och slutade tvåa bakom Ryssland i finalen i Belgrad. Det var andra året i rad där Ukraina kom tvåa i finalen. Åren 2009–2012 fortsatte man att kvala sig in till finalen men nådde ingen pallplats. Som bäst kom man på fjärde plats i finalen i Düsseldorf 2011 med bidraget Angels framförd av Mika Newton. I Malmö 2013 representerade Zlata Ohnevytj landet och slutade på tredje plats i både semifinalen och i finalen, det är den enda gången hittills där Ukraina kommit trea i finalen. Ukraina kom på sjätte plats i finalen året därpå i Köpenhamn med bidraget Tick-Tock framförd av Marija Jaremtjuk. Ukraina drog sig ur från tävlingen året därpå av ekonomiska och politiska orsaker.
Ukraina återvände till tävlingen 2016 som då hölls i Stockholm. Landet kom tillbaka mycket starkt och vann hela tävlingen med låten 1944 framförd av Jamala. I finalens omröstning hade Ukraina kommit på andra plats hos både juryns och tittarnas röster, men kombinationen med både tittarnas och juryns poäng gjorde att Ukraina vann. Ukraina vann tävlingen som det första landet där man varken var vinnare hos tittarna eller juryn. Å andra sidan hade låten 1944 anklagats för att ha en politiskt laddad text, och för att vara specifikt riktad mot Ryssland i efterspelet till annekteringen av Krimhalvön år 2014. Jamala har sagt att hon fick inspiration till låten från sin farmors berättelser om den deportering av krimtatarer som beordrades av Josef Stalin år 1944. Enligt henne har låten inget politiskt budskap, utan är en berättelse om en familjetragedi. Även andra har instämt i att låten snarare är en minnessång. Reglerna för Eurovision Song Contest är att låtar med politiska texter och budskap är förbjudna och EBU bekräftade att de inte fann några skäl till att hindra 1944 från att vara Ukrainas bidrag till tävlingen. Ukraina fick därmed stå som värd för tävlingen 2017 i Kiev. Som värdnation slutade man på tjugofjärde plats i finalen, vilket dittills var landets sämsta placering i tävlingen. Ukraina skulle ha deltagit i Tel Aviv 2019, men drog sig ur bara några dagar efter att landet utsett artisten Maruv till att representera landet. Ukrainas public service-bolag NSTU försökte att få Maruv att skriva på ett kontakt som bland annat tillfälligt skulle hindra henne från att uppträda i Ryssland och andra villkor som hon inte kunde acceptera då hon ansåg att hon genom avtalet skulle tvingas att delta i politisk propaganda. Efter att tävlingen 2020 ställdes in på grund av Covid-19-pandemin kom Ukraina först tillbaka till tävlingen 2021 med låten Sjum framförd av gruppen Go_A. Bidraget var inför tävlingen en stor förhandsfavorit och slutade i finalen på femte plats. Inför tävlingen 2022 skulle först artisten Alina Pasj med låten Tini zabutych predkiv representerat Ukraina efter att ha vunnit den nationella uttagningen, Vidbr. Efter kontroversen kring den ukrainska uttagningen till tävlingen 2019, som ledde till att landet drog sig ur tävlingen det året, infördes en ny regel som från och med 2020 hindrar artister som har uppträtt i Ryssland sedan 2014 eller har rest till Krim "i strid med Ukrainas lagstiftning" från att delta i landets uttagning. Två dagar efter att Pasj vunnit den nationella uttagningen hävdade aktivisten och videobloggaren Serhij Sternenko att Pasj 2015 hade tagit sig in på Krim från ryskt territorium, och att hon förfalskat resedokumentationen med sitt team för att kunna delta i uttagningen. Efter att det upptäcktes att en representant för Pasjs team hade lämnat in förfalskad dokumentation till NSTU, meddelade Pasj den 17 februari att hon drog tillbaka sin medverkan som ukrainsk representant vid tävlingen. Gruppen Kalush Orchestra, som kom tvåa i den nationella uttagningen, representerade istället landet i Turin med låten Stefania.

### Efter den ryska invasionen (2022- )
Kort efter att Kalush Orchestra accepterat att representera landet i Turin inledde Ryssland en militär invasion av Ukraina den 24 februari 2022. Invasionen ledde till att ett flertal länder, inte bara Ukraina, krävde att EBU skulle diskvalificera Ryssland från 2022 års tävling. Den 25 februari 2022 meddelade EBU att Ryssland inte kommer att få delta efter att påtryckningarna ökat.
Efter starten av invasionen hade varken det ukrainska TV-bolaget Suspilne eller Kalush Orchestra uttalat sig om deras deltagande skulle fortsätta. Exekutiva producenter för 2022 års tävling bekräftade däremot den 14 mars att Ukraina fortsatt skulle delta. Suspilne bekräftade detta den 19 mars via dess sociala mediesidor. Den 2 april 2022 bekräftade Suspline att Kalush Orchestra och resten av den ukrainska delegationen fått tillstånd att resa till Turin för tävlingen.
Ukraina vann 2022 års tävling med 631 poäng, varav 439 kom från folket vilket var ett nytt rekord. Efter vinsten uttalade sig Ukrainas president Volodymyr Zelenskyj och Suspilne sitt intresse av att hålla 2023 års tävling i Ukraina. EBU bekräftade däremot den 17 juni 2022 att landet inte kunde stå värd för tävlingen på grund av invasionen och att de redan inlett samtal med BBC om att hålla den i Storbritannien, som hade slutat på en andra plats. Den 25 juli 2022 meddelade EBU att Storbritannien skulle arrangera 2023 års tävling å Ukrainas vägnar. Det var första gången sedan 1980 som tävlingen inte hölls i det land som vunnit föregående år.
Vidbr 2023 vanns av TVORCHI med låten "Heart of Steel" som representerade landet i Eurovision Song Contest 2023. Duon hade tidigare tävlat i uttagningen 2020 där det slutat på en 4:e plats med låten "Bonfire". Eftersom Ukraina vunnit föregående års tävling hade landet en direktplats i finalen tillsammans med The Big Five (vilket inkluderar Storbritannien). "Heart of Steel" slutade 6:a i finalen med 243 poäng.

### Nationell uttagningsform
De två första åren, 2003 och 2004, använde man sig av internval för att utse både representanten och låten. När Ukraina skulle vara värdnation 2005 införde man en nationell uttagning för att utse bidraget. 2005 var upplägget för den nationella uttagningen femton semifinaler och en final. Året därpå ändrades upplägget och man höll endast en final, ett upplägg som skulle vara i två år. 2008 valde man artisten internt medan låten fick avgöras i en nationell final. Åren 2009–2013 varierade upplägget från år till år; en nationell final, semifinaler och final och heat med semifinaler och final. Sedan år 2016 är standardsystemet uttagningen "Vidbir" där upplägget är två semifinaler och en final. 

## Resultattabell
| 1 | Vinnare                            |
| 2 | Andra plats                        |
| 3 | Tredje plats                       |
| ◁ | Sista plats                        |
| X | Ett bidrag valdes men tävlade inte |

| År               | Artist                     | Bidrag                              | Språk                    | Final              | Poäng              | Semi               | Poäng              |
| ---------------- | -------------------------- | ----------------------------------- | ------------------------ | ------------------ | ------------------ | ------------------ | ------------------ |
| 2003             | Oleksandr Ponomariov       | Hasta la Vista                      | Engelska                 | 14                 | 30                 | Inga semifinaler   | Inga semifinaler   |
| 2004             | Ruslana                    | Wild Dances                         | Engelska, ukrainska      | 1                  | 280                | 2                  | 256                |
| 2005             | GreenJolly                 | Razom Nas Bahato (Разом Нас Багато) | Ukrainska, engelska      | 19                 | 30                 | Värdland           | Värdland           |
| 2006             | Tina Karol                 | Show Me Your Love                   | Engelska                 | 7                  | 145                | 7                  | 146                |
| 2007             | Verka Serdjutjka           | Dancing Lasha Tumbai                | Engelska, tyska, surzjyk | 2                  | 235                | Direktkvalificerad | Direktkvalificerad |
| 2008             | Ani Lorak                  | Shady Lady                          | Engelska                 | 2                  | 230                | 1                  | 152                |
| 2009             | Svitlana Loboda            | Be My Valentine! (Anti-crisis Girl) | Engelska                 | 12                 | 76                 | 6                  | 80                 |
| 2010             | Alyosha                    | Sweet People                        | Engelska                 | 10                 | 108                | 7                  | 77                 |
| 2011             | Mika Newton                | Angels                              | Engelska                 | 4                  | 159                | 6                  | 81                 |
| 2012             | Gaitana                    | Be My Guest                         | Engelska                 | 15                 | 65                 | 8                  | 64                 |
| 2013             | Zlata Ohnevytj             | Gravity                             | Engelska                 | 3                  | 214                | 3                  | 140                |
| 2014             | Marija Jaremtjuk           | Tick-Tock                           | Engelska                 | 6                  | 113                | 5                  | 118                |
| Deltog inte 2015 |                            |                                     |                          |                    |                    |                    |                    |
| 2016             | Jamala                     | 1944                                | Engelska, krimtatariska  | 1                  | 534                | 2                  | 287                |
| 2017             | O.Torvald                  | Time                                | Engelska                 | 24                 | 36                 | Värdland           | Värdland           |
| 2018             | Mélovin                    | Under the Ladder                    | Engelska                 | 17                 | 130                | 6                  | 179                |
| 2019             | Maruv                      | Siren Song                          | Engelska                 | Drog sig ur        | Drog sig ur        | Drog sig ur        | Drog sig ur        |
| 2020             | Go_A                       | Solovey (Соловей)                   | Ukrainska                | Tävlingen inställd | Tävlingen inställd | Tävlingen inställd | Tävlingen inställd |
| 2021             | Go_A                       | Shum (Шум)                          | Ukrainska                | 5                  | 364                | 2                  | 267                |
| 2022             | Kalush Orchestra           | Stefania (Стефанія)                 | Ukrainska                | 1                  | 631                | 1                  | 337                |
| 2023             | TVORCHI                    | Heart of Steel                      | Engelska, ukrainska      | 6                  | 243                | Direktkvalificerad | Direktkvalificerad |
| 2024             | Alyona Alyona & Jerry Heil | Teresa & Maria (Тереса & Марія)     | Ukrainska, engelska      | 3                  | 453                | 2                  | 173                |
| 2025             | Ziferblat                  | Bird of Pray                        | Engelska, ukrainska      | 9                  | 218                | 1                  | 137                |

## Röstningshistoria 2003–2018
I finalerna har Ukraina givit flest poäng till:
| Nr |              | Land         | Poäng     |
| -- | ------------ | ------------ | --------- |
| 1  | Ryssland     | Ryssland     | 116 poäng |
| 2  | Azerbajdzjan | Azerbajdzjan | 82 poäng  |
| 3  | Moldavien    | Moldavien    | 71 poäng  |
| 4  | Armenien     | Armenien     | 51 poäng  |
| 4  | Georgien     | Georgien     | 51 poäng  |

I finalerna har Ukraina mottagit flest poäng av:
| Nr |              | Land         | Poäng     |
| -- | ------------ | ------------ | --------- |
| 1  | Belarus      | Belarus      | 126 poäng |
| 2  | Polen        | Polen        | 120 poäng |
| 3  | Moldavien    | Moldavien    | 117 poäng |
| 4  | Azerbajdzjan | Azerbajdzjan | 108 poäng |
| 5  | Ryssland     | Ryssland     | 101 poäng |

## Kommentatorer och röstavlämnare
| År   | Kommentator(er)                                                                                    | Röstningsavlämnare    |
| ---- | -------------------------------------------------------------------------------------------------- | --------------------- |
| 2002 | Pavlo Shylko, Marija Orlova                                                                        | Ukraina deltog inte   |
| 2003 | Pavlo Shylko, Dmytro Kryzhanivskyj                                                                 | Lyudmyla Hariv        |
| 2004 | Rodion Pryntsevskyj                                                                                | Pavlo Shylko          |
| 2005 | Jaroslav Chornenkyj                                                                                | Marija Orlova         |
| 2006 | Pavlo Shylko                                                                                       | Igor Posypaiko        |
| 2007 | Timur Mirosjnytjenko                                                                               | Kateryna Osadcha      |
| 2008 | Timur Mirosjnytjenko                                                                               | Marysya Horobets      |
| 2009 | Timur Mirosjnytjenko                                                                               | Marysya Horobets      |
| 2010 | Timur Mirosjnytjenko                                                                               | Iryna Zhuravska       |
| 2011 | Timur Mirosjnytjenko & Tetyana Terekhova                                                           | Ruslana               |
| 2012 | Timur Mirosjnytjenko & Tetyana Terekhova                                                           | Ruslana               |
| 2013 | Timur Mirosjnytjenko & Tetyana Terekhova                                                           | Oleksiy Matias        |
| 2014 | Timur Mirosjnytjenko & Tetyana Terekhova                                                           | Zlata Ohnevytj        |
| 2015 | Timur Mirosjnytjenko & Tetyana Terekhova                                                           | Ukraina deltog inte   |
| 2016 | Timur Mirosjnytjenko & Tetyana Terekhova                                                           | Verka Serdjutjka      |
| 2017 | Tetyana Terekhova & Andrij Horodyskyj                                                              | Zlata Ohnevytj        |
| 2018 | Timur Mirosjnytjenko (samtliga) Marija Jaremtjuk (semifnal 1) Alyosha (semifinal 2) Jamala (final) | Nata Zhyzhsjenko      |
| 2019 | Timur Mirosjnytjenko                                                                               | Ukraina deltog inte   |
| 2020 | Tävlingen ställdes in                                                                              | Tävlingen ställdes in |
| 2021 | Timur Mirosjnytjenko                                                                               | Tayanna               |
| 2022 | Timur Mirosjnytjenko                                                                               | Kateryna Pavlenko     |
| 2023 | Timur Mirosjnytjenko                                                                               | Zlata Ohnevytj        |
| 2024 | Timur Mirosjnytjenko (samtliga) Vasyl Baidak (final)                                               | Jamala                |